# Studentenpartij
Een studentenpartij is een studentenorganisatie waarbij gekozen vertegenwoordigers uit de studentenpopulatie de belangen van hun achterban behartigen. De term wordt zowel gebruikt binnen de context van inspraak aan een instelling voor hoger onderwijs, als binnen de context van inspraak binnen een gemeente.

## Inspraak in het hoger onderwijs
Binnen de context van inspraak aan een instelling voor hoger onderwijs wordt er gedoeld op een partij in een studentenraad of ander vertegenwoordigend orgaan voor studenten, meestal aangeduid als studentenfractie.

## Inspraak in de gemeentepolitiek
Binnen de context van inspraak in een gemeente wordt er gedoeld op een lokale politieke partij, bestaand uit studenten, die hoofdzakelijk de belangen van studenten behartigt.
De oudste studentenpartijen in de Nederlandse politiek zijn de partijen Student en Stad uit Groningen, en Studenten Techniek In Politiek (STIP) uit Delft. Beide partijen werden in 1993 opgericht. STIP is sinds 1994 vertegenwoordigd in de gemeenteraad van Delft, en maakt sinds 1998 onafgebroken deel uit van het College van burgemeester en wethouders. Zowel in Leiden (WijLeiden) als in Eindhoven (Eindhovense Lijst Studenten) hebben in 2002 en 2006 studentenpartijen meegedaan met de verkiezingen, echter deze haalden niet het minimale aantal stemmen voor een zetel.
In 2022 werd er in Leiden met een nieuwe studentenpartij gepoogd zetelsucces te halen. Dit keer met meer succes, het in 2020 opgerichte Studenten voor Leiden (SVL) kwam na de gemeenteraadsverkiezing van 2022 met 2 zetels in de gemeenteraad.